# رون إرهارت (لاعب كرة قدم أمريكية)
رون إرهارت (بالإنجليزية: Ron Erhardt)‏ هو لاعب كرة قدم أمريكية أمريكي، ولد في 27 فبراير 1931 في ماندان في الولايات المتحدة، وتوفي في 21 مارس 2012.